# Octavio Paz
Octavio Paz Lozano, mehiški pesnik, pisatelj, diplomat in nobelovec, * 31. marec 1914, 
Mixcoac, Mehika, † 19. april 1998, Ciudad de México.
Materini starši so bili Španci iz Andaluzije, oče pa Mehičan. V Mehiki je obiskoval francoske in angleške šole in filozofsko fakulteto. Deloval je kot literarni kritik in simpatiziral z mehiško levico. Leta 1933 je izdal prvo zbirko Divja luna in se gibal predvsem v pesniških krogih. Na španskem kongresu pesnikov se je seznanil s pomembnimi ustvarjalci iz Španije in Latinske Amerike, med drugim s Pablom Nerudo. S španskimi intelektualci je ohranil stik tudi pozneje, v obdobju španske državljanske vojne, ko so pribežali v Mehiko pred Francovo diktaturo. Kratek obisk Pariza leta 1937 mu je približal nadrealizem, pisal pa je tudi pod vplivom Budizma in Hinduizma.
1. 1 2  data.bnf.fr: platforma za odprte podatke — 2011.
2. 1 2  Octavio Paz
3. ↑  Person Profile // Internet Movie Database — 1990.